# Diecezja San Justo
Diecezja San Justo (łac. Dioecesis Sancti Iusti) – diecezja Kościoła rzymskokatolickiego w Argentynie. Należy do metropolii Buenos Aires. Została erygowana 18 lipca 1969 bullą Omnimode sollicite papieża Pawła VI.